# Смит, Джон Джордж

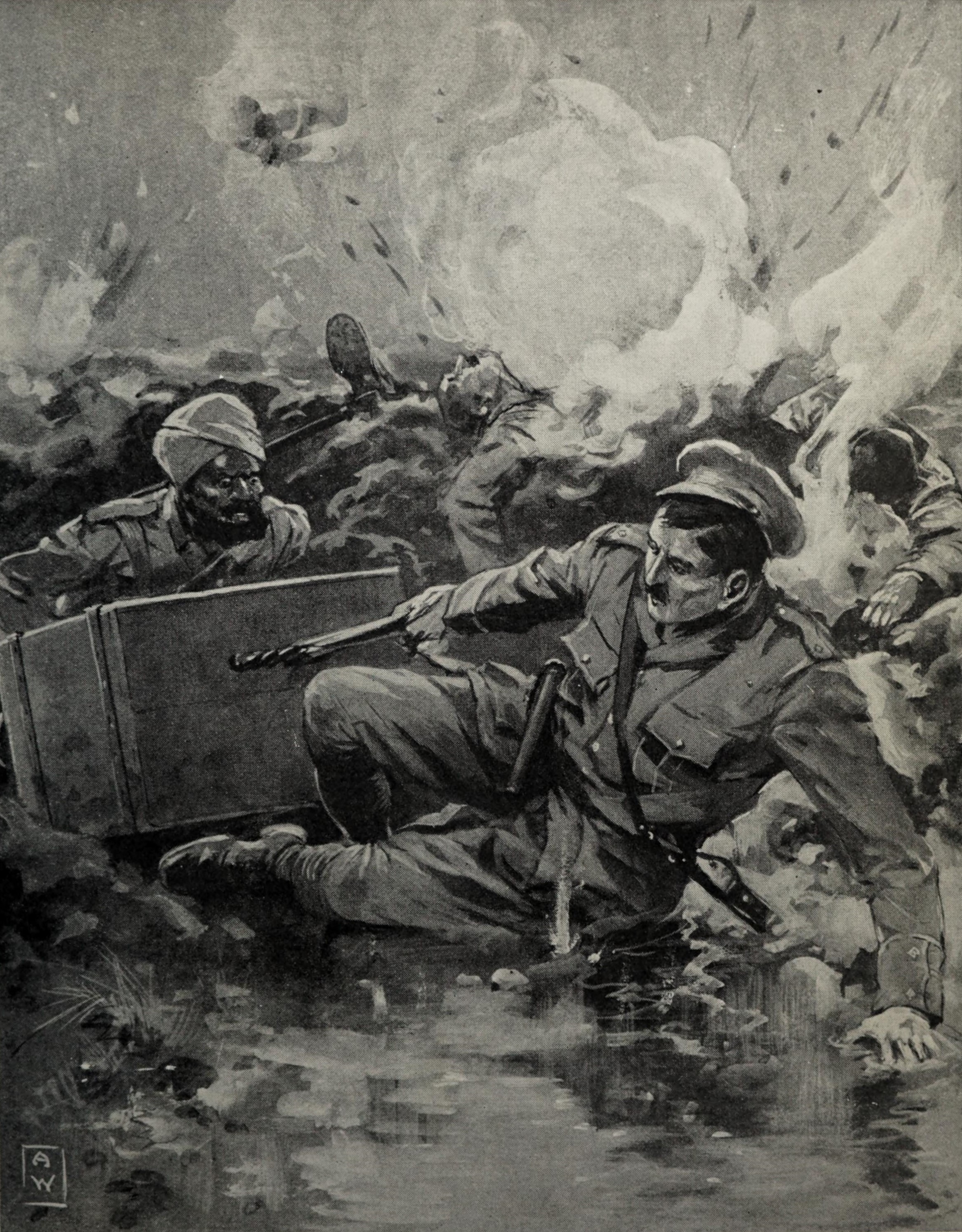
Лейтенант Смит в Первую мировую войну, август 1915

Сэр Джон Джордж Смит (англ. John (Jackie) George Smyth; 1893—1983) — офицер британской службы Индийской армии, член парламента в 1950—1960 годах.

## Биография
Родился 25 октября 1893 года в Тинмуте графства Девон.
Образование получил в Dragon School в Рептоне, также окончил Королевский военный колледж в Сандхерсте.

### Первая мировая война
В возрасте 21-го года Смит был в звании лейтенанта 3-й лахорской дивизии Индийской армии в период Первой мировой войны. В июне 1915 года он был удостоен Креста Виктории за отвагу в бою.
В сентябре 1920 года в звании майора 43-й индийской пехотной бригады Смит был удостоен Военного креста Великобритании за заслуги в Вазиристане.

### Вторая мировая война
В феврале 1940 года Смит был назначен командовать 127-й стрелковой бригадой, которая с апреля вела операции во Франции в составе Британского экспедиционного корпуса. После эвакуации из Дюнкерка он продолжал командование бригадой в Великобритании, пока не был снова вызван в Индию в марте 1941 года. После краткого командования 36-й индийской пехотной бригадой в Кветте Смит принял в октябре командование 19-й индийской пехотной дивизией (в качестве исполняющего обязанности генерал-майора), затем был назначен командующим 17-й индийской пехотной дивизией в декабре 1941 года.
Смит был подвергнут критике за действия 17-й индийской дивизией в феврале 1942 года, во время сражения у реки Ситаун в Бирме. Не сумев удержать плацдарм у моста против японских войск, 17-я дивизия отступила, что привело к потере Рангуна и Нижней Бирмы. Шеф-командующий войсками в Индии генерал сэр Арчибальд Уэйвелл в ярости уволил Джона Смита из армии. Не получив никаких других постов, Смит вернулся в Соединенное Королевство и вышел на пенсию по существу в чине полковника и почётным званием бригадира.

### Послевоенная деятельность
Умер 26 апреля 1983 года в Марилебоне, Лондон, и был кремирован. Прах находится в крематории Голдерс-Грин.
Его Крест Виктории находится в лондонском военном музее.

## Награды
- Награждён орденом Св. Георгия 4-й степени (25 сентября 1915).
- Также награждён Крестом Виктории, Военным крестом и другими многими наградами.[4]